# 帕廷布拉克清真寺
帕廷布拉克清真寺是印尼西巴布亞省法克法克縣科卡斯地區的清真寺，始建於1870年，為該縣最古老的清真寺，並為西巴布亞伊斯蘭教歷史的重要遺址。

## 歷史
清真寺的伊瑪目穆薩·赫倫巴（Musa Heremba）表示巴布亞地區伊斯蘭教的擴張與蒂多雷蘇丹關係緊密，15世紀的蘇丹西里·萊利阿圖即皈依伊斯蘭教，隨後伊斯蘭教漸在蘇丹領地內（包括西巴布亞部分地區）擴張。
帕廷布拉克清真寺始建於1870年，建立者有兩種說法，一說為當地的維圖爾王（Pertuanan Wertuar），一說為清真寺的首任伊瑪目阿布哈里·吉利安（Abuhari Kilian）。太平洋戰爭期間清真寺曾被日軍轟炸，柱上留有彈孔。清真寺曾經過多次整修，但仍維持原本的形制，其中支撐建築的四個柱子未曾更換。

## 建築
帕廷布拉克清真寺的建築風格獨特，兼容清真寺與歐洲教堂的特色，如其穹頂、圓形的窗戶與木造外牆即是源自歐洲教堂的元素，建築外觀為六邊形，為象徵伊斯蘭信仰的支柱；穹頂上方呈八邊形，象徵八個羅盤方位；米哈拉布位於西側，為信徒朝拜的方向。清真寺前方的庭院中有一棵巨大的芒果樹。
此清真寺是由當地不同信仰的居民合作建造，體現了當地「一爐三石」（意指兼容不同的宗教文化，三石象徵伊斯蘭教、天主教與基督新教等三種宗教）的價值觀。